# Surorile Wyndham: lady Echo, doamna Adeane și doamna Tennant
Surorile Wyndham: lady Echo, Doamna Adeane și doamna Tennant este o pictură în ulei realizată de pictorul american impresionist John Singer Sargent în 1899, aflată acum la Metropolitan Museum of Art din New York. Pictura a fost salutată de critici și poreclită „Cele trei grații” de către prințul de Wales (ulterior regele Eduard al VII-lea).

## Pictura
Cele trei fiice ale onorabilului Percy Wyndham, un politician britanic și fiul mai mic al lui George Wyndham, primul baron de Leconfield, apar în această pânză monumentală. De la stânga spre dreapta, Madeline Adeane (1869–1941), Pamela Tennant (1871–1928) și Lady Elcho (1862–1937).
Sargent le-a pictat în camera de desen din reședința familiei lor din Belgrave Square. Pe perete, deasupra lor, este portretul mamei lui George Frederic Watt, stabilind genealogia și amintind privitorilor legăturile lui Sargent cu artiștii mai vechi.